# Municipio de Miller (condado de Marshall)
El municipio de Miller (en inglés: Miller Township) es un municipio ubicado en el condado de Marshall en el estado estadounidense de Dakota del Sur. En el año 2010 tenía una población de 219 habitantes y una densidad poblacional de 2,38 personas por km².

## Geografía
El municipio de Miller se encuentra ubicado en las coordenadas 45°48′42″N 97°48′1″O / 45.81167, -97.80028. Según la Oficina del Censo de los Estados Unidos, el municipio tiene una superficie total de 91.94 km², de la cual 90,7 km² corresponden a tierra firme y (1,35 %) 1,24 km² es agua.

## Demografía
Según el censo de 2010, había 219 personas residiendo en el municipio de Miller. La densidad de población era de 2,38 hab./km². De los 219 habitantes, el municipio de Miller estaba compuesto por el 98,63 % blancos, el 1,37 % eran amerindios. Del total de la población el 0 % eran hispanos o latinos de cualquier raza.